# Grind (canción)
«Grind» es una canción de la banda estadounidense Alice in Chains y el primer sencillo de su disco Alice in Chains. Es la primera canción del disco, pero al ser su primer sencillo, nunca experimentó la longevidad en la radio.
La canción está en sus álbumes recopilatorios Nothing Safe: Best of the Box (1999), Music Bank (1999), Greatest Hits (2001), y The Essential Alice in Chains (2006).
Jerry Cantrell canta las letras principales mientras que Layne Staley armoniza con él.
Hasta la fecha, es la única canción conocida de Alice in Chains donde se usa Tono E (Mi), también esta God Am del mismo álbum Alice in Chains.
- Datos: Q3329115